# Municipio Bacalar
Koordinaten: 18° 41′ N, 88° 24′ W
Bacalar ist ein Municipio im Süden des mexikanischen Bundesstaates Quintana Roo. Der Sitz der Gemeinde ist Bacalar. Das Municipio wurde 2011 aus Teilen des Municipios Othón P. Blanco gebildet. Die Gemeindefläche beträgt 6.058,5 km².

## Geographie
Das Municipio Bacalar grenzt an die Municipios José María Morelos, Felipe Carrillo Puerto und Othón P. Blanco sowie an den Bundesstaat Campeche und an die Karibik.